# Zingiber integrilabrum
Zingiber integrilabrum är en enhjärtbladig växtart som beskrevs av Henry Fletcher Hance. Zingiber integrilabrum ingår i släktet Zingiber och familjen Zingiberaceae. Inga underarter finns listade i Catalogue of Life.